# TestFlight
TestFlight ist eine von Apple Inc. für das iOS-Betriebssystem entwickelte Anwendung, mit der noch in der Entwicklung befindliche Anwendungen über Bezugswege außerhalb des Apple App Stores installiert und getestet werden können. Entwickler können ihre Anwendungen so an alle Betatester verteilen, die ihrerseits Feedback direkt an die Entwickler senden können.

## Geschichte
TestFlight wurde am 23. Dezember 2010 von Benjamin Satterfield und Trystan Kosmynka gegründet und als Plattform zum Testen von Android- und iOS-Anwendungen entwickelt. Es wurde im März 2012 von Burstly gekauft und dann als TestFlight Live gelaunched.
Im Jahr 2011 erhielt Burstly ein Investment in Höhe von 7,3 Millionen US-Dollar durch Upfront Ventures, Rincon Venture Partners, Softbank und andere. Im Februar 2014 wurde Burstly von Apple aufgekauft.
Ursprünglich war TestFlight sowohl mit iOS- als auch mit Android-Anwendungen kompatibel. Seit dem Kauf durch Apple wird die App für Android-Anwendungen nicht mehr unterstützt.
Seit 2015 müssen Anwendungen auf TestFlight über Xcode veröffentlicht und Tester über iTunes Connect eingeladen werden.

## Funktionalität
Nach der Einladung können bis zu 25 interne Tester (mit jeweils maximal 10 Geräten) und 10.000 externe Tester die Anwendung herunterladen und testen. Die iOS-App benachrichtigt Tester, wenn eine neue Version mit den zu testenden Funktionen verfügbar ist und sendet Feedback.
TestFlight zeigt eine Liste der Anwendungen an, für die der Benutzer Beta-Tester-Unterstützung anbietet. Durch Klicken auf eine Anwendung können Beta-Updates herunterladen werden oder durch Klicken auf „Test beenden“ die Beta-Updates einer Anwendung beendet werden. Unterhalb befindet sich die Schaltfläche „Einlösen“. Sie bietet die Möglichkeit, einen eindeutigen Code einzugeben, um Betatester einer bestimmten Anwendung zu werden.